# Phillipsia
Phillipsia es un género de hongos ascomicetos perteneciente a la familia Sarcoscyphaceae. Tiene una amplia distribución en las áreas tropicales y subtropicales. El género fue descrito por Miles Joseph Berkeley en 1881. Su nombre honra al botánico inglés William Phillips (1822–1905).

## Especies
- Phillipsia carminea
- Phillipsia carnicolor
- Phillipsia chardoniana
- Phillipsia chinensis
- Phillipsia costaricensis
- Phillipsia crenulata
- Phillipsia crenulopsis
- Phillipsia crispata
- Phillipsia dochmia
- Phillipsia domingensis
- Phillipsia gigantea
- Phillipsia guatemalensis
- Phillipsia hartmannii
- Phillipsia kermesina
- Phillipsia lutea
- Phillipsia minor
- Phillipsia olivacea
- Phillipsia plicarioides
- Phillipsia polyporoides
- Phillipsia ranomafanensis
- Phillipsia rugospora
- Phillipsia straminea
- Phillipsia subpurpurea
- Phillipsia tetraspora
- Phillipsia umbilicata